# Brushing (comerç electrònic)

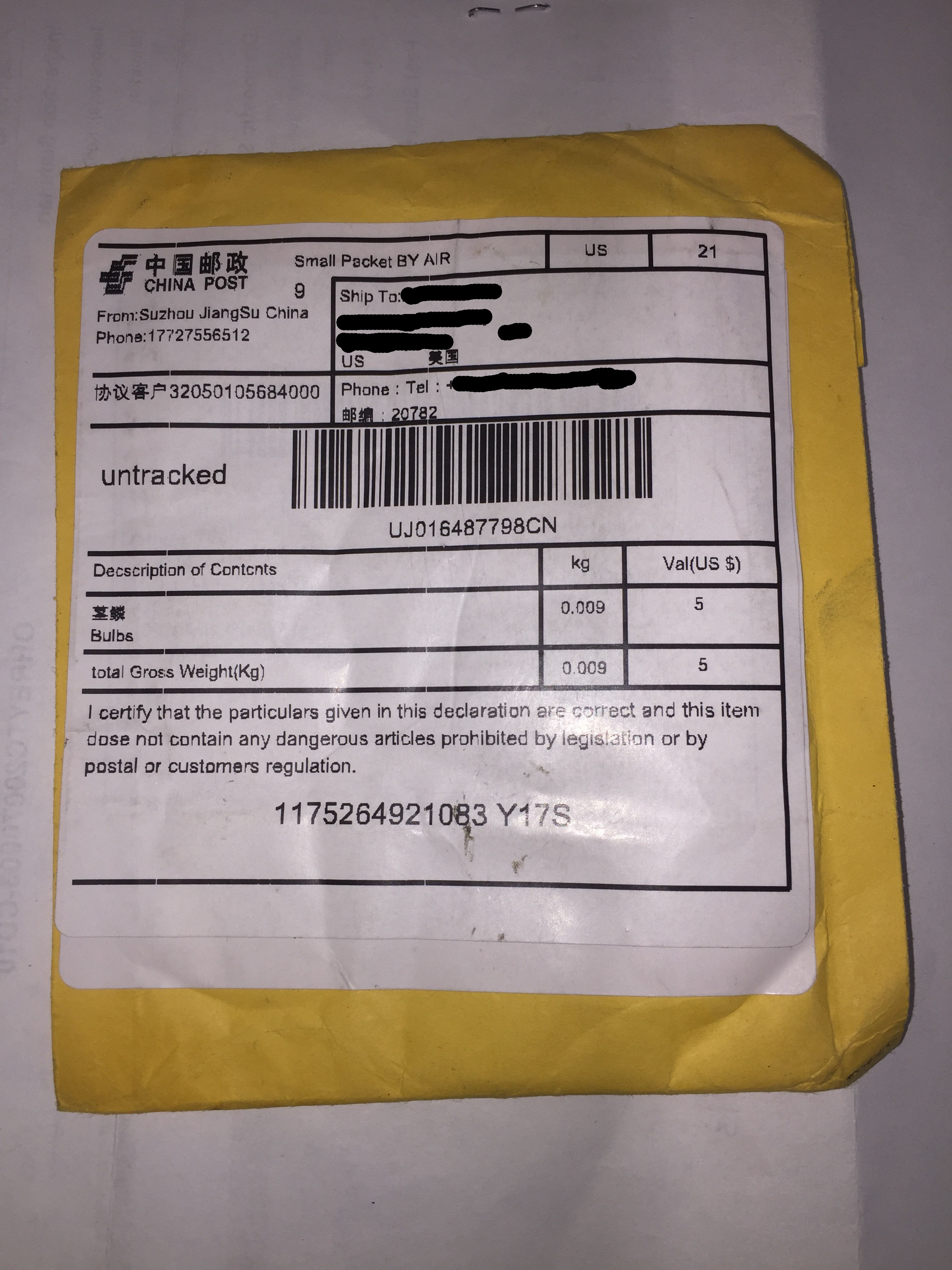
Un paquet de llavors sospitoses interceptat per al seu anàlisi pel Servei Nacional d'Identificació del Servei d Inspecció de Sanitat Animal i Vegetal (APHIS) de l'USDA

El Brushing és una tècnica enganyosa usada a vegades en el comerç electrònic per augmentar les valoracions del venedor mitjançant la creació de comandes falses.

## Antecedents
La majoria de llocs de comerç electrònic valoren els venedors per diversos criteris i mostren aquestes valoracions als venedors als clients. Com que una bona qualificació pot augmentar les vendes, aquestes valoracions són molt importants per als venedors. El nombre d'articles venuts sol ser un factor important en aquesta qualificació. La tècnica del brushing o "raspallat" consisteix a generar comandes falses per augmentar aquesta qualificació.
Un venedor pot fer-ho pagant una petita quantitat a algú per fer una comanda falsa o simplement utilitzant la informació d'una altra persona per fer una comanda. Com que un enviament generalment ha de tenir lloc perquè una comanda sigui considerada vàlida pel lloc de comerç electrònic, el venedor freqüentment enviarà una caixa buida o algun producte barat. Aquestes comandes falses, si passen desapercebudes, poden augmentar la qualificació del venedor, cosa que pot fer que sigui més probable que els seus articles apareguin a la part superior dels resultats de la cerca als llocs de comerç electrònic.
Molts llocs de comerç electrònic han reconegut el problema i afirmen combatre activament el brushing. Una empresa que ha rebut molta atenció és Alibaba, i en el prospecte que van publicar abans de la seva Oferta Pública Inicial fins i tot van mencionar el problema. Fer Brushing també influeix els números reportats en els estats financers de la companyia i, per tant, també atrau el control dels inversors i els reguladors del mercat. Per exemple, la Comissió de Valors i Intercanvis dels Estats Units va obrir una prova per investigar la validesa de les seves dades quan Alibaba va reportar ingressos de més de 14.000 milions de dòlars el Dia dels Solters.

## Incidents passats
El juliol del 2019, es va advertir als consumidors que estiguessin atents als paquets d'Amazon no sol·licitats després dels informes d'individus que havien rebut paquets que mai van encomanar i que se sospitava que formaven part de brushing. Al sistema d'Amazon, els que realitzen la compra original poden deixar una revisió verificada del producte, augmentant així la qualificació publicant una revisió falsa de cinc estrelles. És possible que l'adreça del client hagués estat prèviament obtinguda per un tercer venedor, o fins i tot mitjançant una simple cerca a Internet. Si bé la recepció d'aquests paquets no pot necessàriament indicar cap problema més gran, pot ser que en alguns casos sigui indicativa d'un incompliment de dades. Els clients que havien cregut que podrien ser víctimes d'estafar estafes van avisar immediatament al detallista en qüestió, així com canviar la seva contrasenya i, possiblement, utilitzar serveis de control de crèdits.
El juliol del 2020, milers de paquets de llavors marcades amb falses descripcions com arracades van ser distribuïdes a tot el món des de la Xina. Les misterioses llavors van causar preocupacions en matèria de bioseguretat, però es va pensar que eren una altra estafa de brushing. Autoritats com DEFRA i USDA van investigar-ho i el comissari d'agricultura de Kentucky, Ryan Quarles, va dir que "no tenim prou informació per saber si es tracta d'una broma, una burla, una estafa a Internet o un acte de bioterrorisme agrícola". China Post va dir que les etiquetes de correu havien estat falsificades, mentre que Taiwan pretenia multar una empresa de logística xinesa per transbordar el contraban.